# Bekkelaget
Bekkelaget est un quartier de l'arrondissement de Nordstrand à Oslo en Norvège.

## Histoire
À l'origine, Bekkelaget correspondait à la zone maritime située au sud de la ville d'Oslo, dans la municipalité d'Aker adjacente au Bunnefjorden. Avec l'ouverture de la ligne d'Østfold, la gare de Bekkelaget, construite par Gerhard Fischer, est ouverte et la zone surélevée entre Ekeberg et Nordstrand, zone densément peuplée, est établie. Cette zone prend le nom de Bekkelagshøgda, tandis que la zone maritime devient Nedre Bekkelaget.
Jusqu'en 2004, Bekkelaget et Ekeberg constituaient l'arrondissement de Ekeberg-Bekkelaget.
Bekkelaget est connu en Norvège pour le club sportif de Bækkelagets SK et pour son club d'aviron le Ormsund RK (en).